# Ernst Adolf Coccius

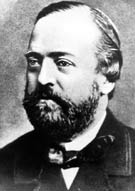
Ernst Adolf Coccius.

Ernst Adolf Coccius, född 19 september 1825 i Knauthain, död 24 november 1890 i Leipzig, var en tysk oftalmolog.
Coccius blev 1858 professor i medicin och 1867 direktor för ögonkliniken i Leipzig. Han var känd såsom skicklig operatör och gjorde sig, genom konstruktionen av nya instrument, bland annat en ögonspegel och en oftalmometer, mycket förtjänt om oftalmologin. Han var en bland de få mera framstående ögonläkare i Tyskland, som inte tillhörde Albrecht von Graefes skola.